# Capoeme parallela
Capoeme parallela là một loài bọ cánh cứng trong họ Cerambycidae.